# Погребальная урна из Чивита-Кастеллана
Погребальная урна из Чивита-Кастеллана (Vetter 241, Giacomelli 1, Bakkum EF 1, CIE 8079) — погребальная урна из красновато-чёрной керамики-импасто с надписью на фалискском языке. Надпись, именуемая надписью Цереры (англ. Ceres inscription), датируется VI веком до н. э. и считается самой ранней из известных фалискских надписей. Находится в Национальном музее вилла Джулия.

## Изучение

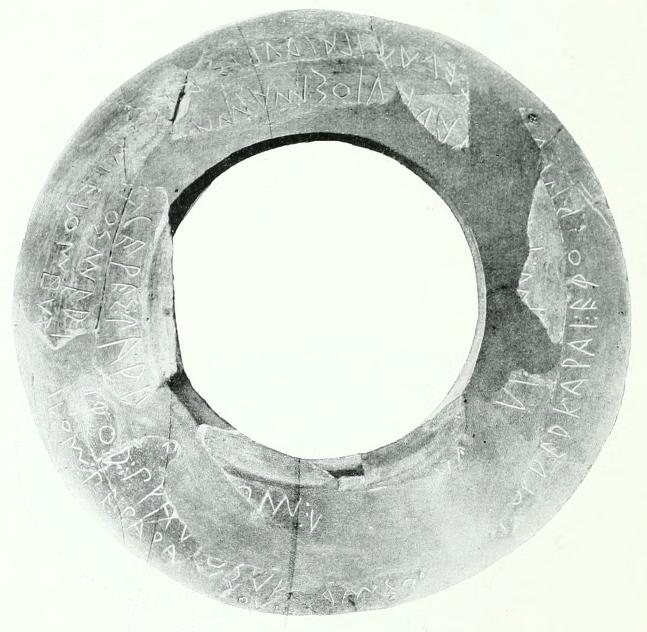
Вид сверху

Осколки урны были найдены в гробнице LXII/3 некрополя Ле Колоннетте. Музей вилла Джулия приобрёл их в 1891 году из коллекции Ферольди. Реконструкция урны была выполнена Менгарелли и Мальвольтой в 1907; практически такие же реконструкции независимо предложили Гамуррини в 1894, Ногара в 1903 и Тулин в 1906.
Гамуррини датировал сосуд и надпись VI веком до нашей эры на основании технических и палеографических признаков, и эта датировка считается общепризнанной. Впрочем, Джильоли относит сосуд к VII веку по техническим признакам, подобную датировку также рассматривали Тулин и Делла Сета. Брюль и Норден предложили более позднюю датировку без какой-либо аргументации. Хотя надпись традиционно считается старейшей среди фалискских, надписи на двух кувшинах из Чивита-Кастеллана (Vetter 242 и Vetter 243), которые Джильоли относит к VII веку до н. э., могут быть старше, если эта датировка верна.

## Описание
Диаметр плечей — 32 см, диаметр устья — 7 см. Урна была украшена изображениями крылатых коней. Найдено множество осколков, образующих её плечи, остальная часть не сохранилась или не была найдена.

## Надпись

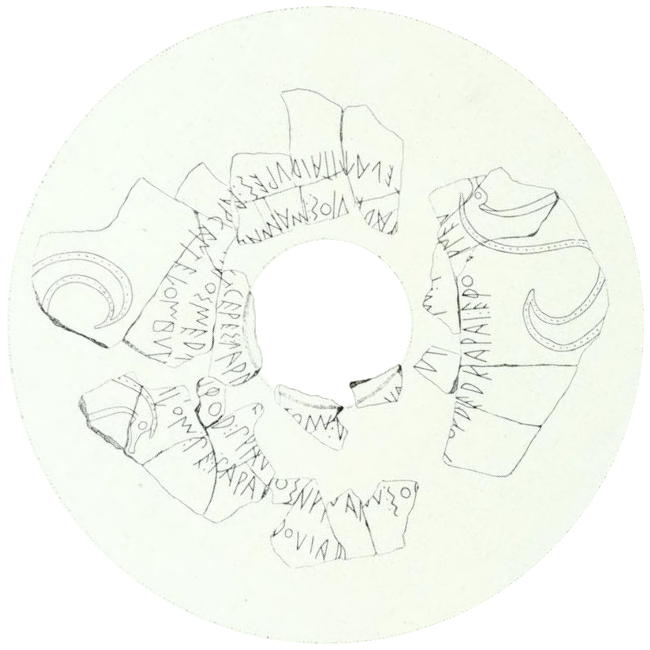
Прорисовка надписи

Надпись сделана в два с четвертью оборота вокруг плечей урны. Направление письма — слева направо, по спирали вниз. Текст изгибается вниз после слов z[e]xt и arcente, обходя изгибы, находящиеся выше. Буква s состоит из четырёх штрихов (), однако в словах praụ[i]os, soc̣[iai] и fitaidupes — из шести (). Буква h имеет форму , являющуюся вариацией 𐌇. Используется тройной интерпункт (⁝), который употребляется без видимой закономерности, встречаясь иногда внутри слова. Возможно, он делит текст на манер сатурнийского стиха.
ceres⁝far*[0-2]e[1-3]tom⁝*[3-5]uf[1-4]ui[..]m⁝*[3-4]*adeuios⁝mamaz[e]xtosmedf[.f]ịqod⁝praụ[i]osurnam⁝soc̣[iai]p̣ordedkarai⁝eqoụrneḷ[ati?]telafitaidupes⁝arcentelomhutị[c?]ilom⁝pe⁝para[i?1]douiad [
Исследователями надпись традиционно делится на пять строчек или фраз:
1. ceres⁝far*[0-2]e[1-3]tom⁝*[3-5]uf[1-4]ui[2]m⁝*[3-4]*ad (возможно, воззвание)
2. euios⁝mamaz[e]xtosmedf[.f]ịqod⁝ (шаблонная подпись гончара)
3. praụ[i]osurnam⁝soc̣[iai]p̣ordedkarai⁝ (утверждение о том, что сосуд является даром)
4. eqoụrneḷ[ati?]telafitaidupes⁝
5. arcentelomhutị[.]ilom⁝pe⁝para[i? 1-2]douiad

Вторая, третья и четвёртая лакуны в первой фразе взаимосвязаны; возможно, фрагменты с ]tom⁝*[ и ]uf[ расположены в неправильном порядке.
Данная надпись является самым ранним письменным упоминанием богини Цереры, а также самым ранним упоминанием имени римского божества вообще.